# Selenicereus monacanthus
Selenicereus monacanthus es una especie de planta fanerógama de la familia Cactaceae. 

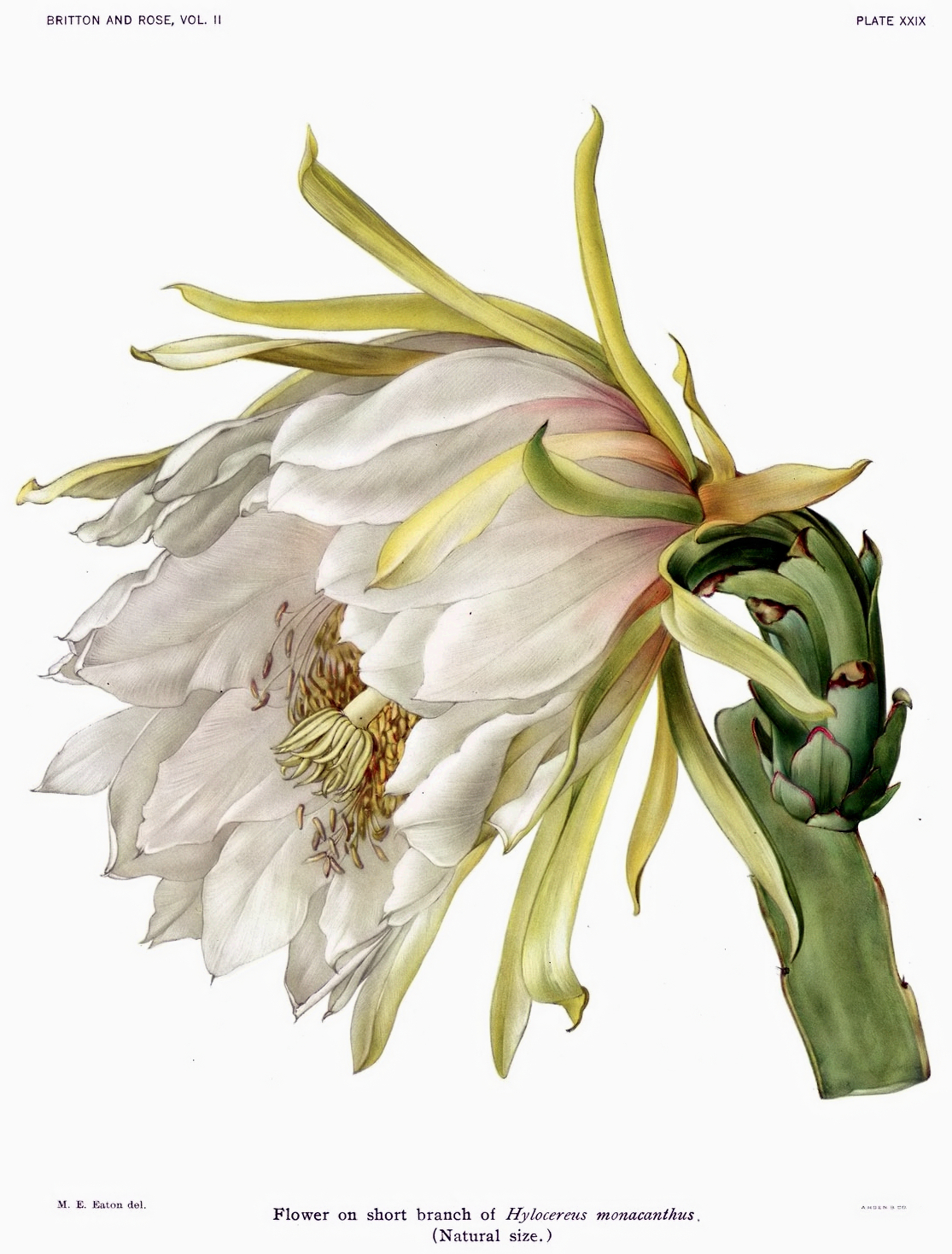
Ilustración

## Distribución
Esta especie se encuentra en Costa Rica, Panamá, Colombia, Venezuela, Perú y Ecuador. Es una especie extremadamente rara en la vida silvestre.

## Descripción
Selenicereus monacanthus crece de forma arbustiva o escaladora, con solo tres costillas ligeramente onduladas que llevan las areolas , que a veces tienen una pequeña extensión triangular en el extremo superior. En las areolas aparecen 1-2 espinas son rígidas e hinchadas en la base. Las flores son de color blanco y rosado y tienen un diámetro de hasta 17 centímetros y longitudes de hasta 28 centímetros. El pericarpio está cubierto con unas pocas escamas que no se solapan. El tubo de la flor se dobla hacia arriba.

## Taxonomía

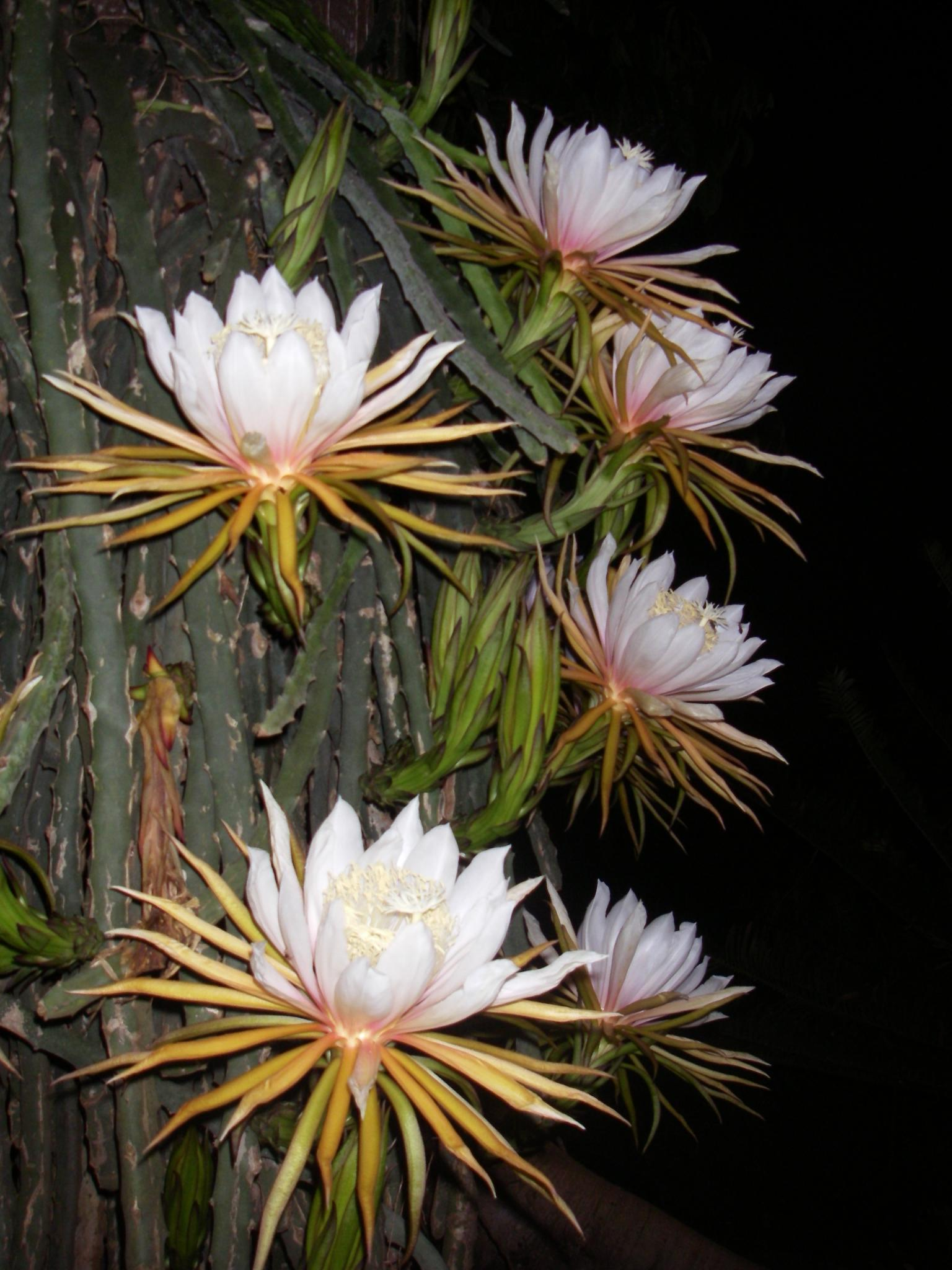
La imagen muestra un grupo de Selenicereus monacanthus. Sus tallos están cubiertos de espinas blancas y finas, con flores blancas nocturnas que se abren mostrando pétalos largos y delicados.

La especie fue descrita iniciamente como Cereus monacanthus por Charles Lemaire y publicada en  L'Horticulteur Universel 6: 60, en 1844, hoy en día es tanto un sinónimo como el basónimo de esta. Más adelante, sería transferida al género Hylocereus por Nathaniel Lord Britton y Joseph Nelson Rose en The Cactaceae; descriptions and illustrations of plants of the cactus family 2: 190, t. 29, en 1920, nombre científico que también es un sinónimo actualmente. Ulteriormente sería transferida al género Selenicereus por David Richard Hunt en Cactaceae Systematics Initiatives: Bulletin of the International Cactaceae Systematics Group 36: 33, en 2017.

#### Etimología
Ver: Selenicereus
monacanthus: epíteto compuesto de los vocablos griegos μόνος (monos); "una" y ἄκανθα (akantha); "espina".